# Кострома (река)
Кострома̀ (на руски: Кострома̀) е река в Костромска и Ярославска област на Русия, ляв приток на Волга (влива се в Горкиевското водохранилище). Дължина 354 km. Площ на водосборния басейн 16 000 km².

## Извор, течение, устие
Река Кострома води началото си от Галичкото възвишение, на 160 m н.в., в района на село Княжево, в северната част на Костромска област. В горното течение тече в западна, а в средното и долното течение – в южна посока, в заблатена низина, като прави големи завои и кривулици. Около 50 km от долното ѝ течение служи за граница между Костромска и Ярославска област. Влива се в Горкиевското водохранилище (изградено на река Волга), на 84 m н.в., в западната част на град Кострома. През 1956 г. е изградено Горкиевското водохранилище на река Волга, „опашката“ на което широко се разлива и „удавя“ част от долното течение на Кострома. Сега това езерно разширение на водохранилището носи името Костромско водохранилище, което се свързва с останалата част на Горкиевското водохранилище на 13 km нагоре по течението на Волга, след устието на Кострома. Самата Кострома протича през източната част на Костромското водохранилище, при село Прибрежни изтича от него и след 27 km и няколко големи завоя се влива във Волга (Горкиевското водохранилище) в западната част на град Кострома.

## Водосборен басейн, притоци
Водосборният басейн на Кострома обхваща площ от 16 000 km², което представлява 1,18% от водосборния басейн на Волга. На север водосборният басейн на Кострома граничи с водосборния басейн на река Сухона (лява съставяща на Северна Двина), а на изток, югоизток и запад – с водосборните басейни на реките Унжа, Немда, Суна и други по-малки, леви притоци на Волга.
Основни притоци: леви – Вьокса (84 km), Тьобза (140 km), Шача (113 km), Андоба (122 km), Меза (125 km, влива се в Костромското водохранилище); десни – Тутка (52 km), Монза (96 km), Корега (62 km), Обнора (132 km), Сот (144 km, влива се в Костромското водохранилище), Кост (79 km, влива се в Костромското водохранилище).

## Хидроложки показатели
Река Кострома има смесено подхранване с преобладаване на снежното. Среден годишен отток на 124 km от устието (при град Буй) 71 m³/s, максимален 1620 m³/s, с ясно изразено пълноводие от април до юни, когато за 53 дни преминава около 63% от годишния ѝ отток. Заледява се през ноември, а се размразява през април или началото на май.

## Стопанско значение, селища
Плавателна е за плиткогазещи съдове по време на пролетното пълноводие на 124 km от устието, до град Буй. Долината на реката е гъсто заселена, като в нея са разположени множество населени места, в т.ч. градовете Солигалич и Буй в Костромска област.